# E-Tower

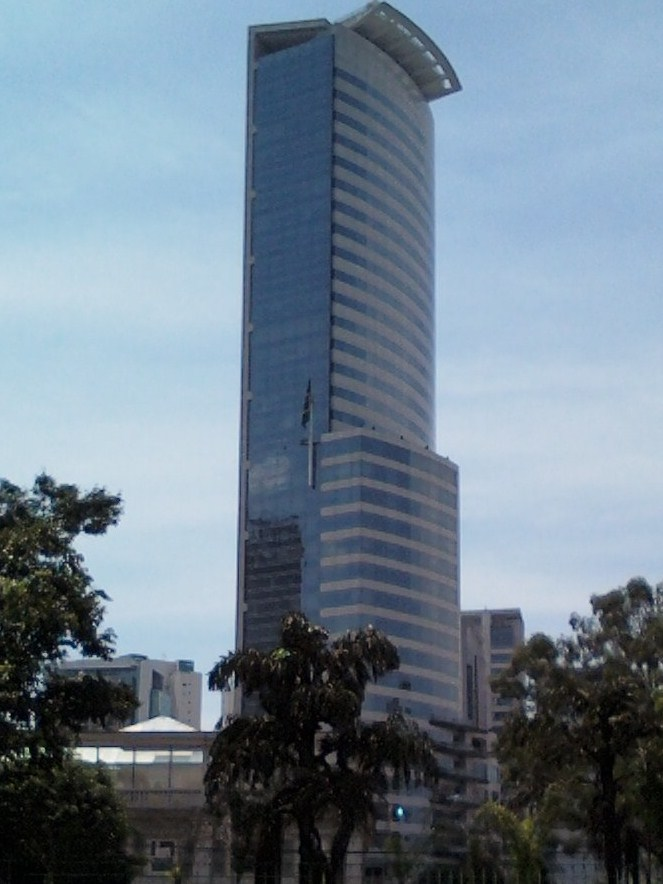
E-Tower

Der E-Tower ist ein 148 Meter hoher Wolkenkratzer mit 37 Stockwerken in São Paulo, Brasilien.
Der Bau des Hochhauses wurde 2002 begonnen. Die Fertigstellung erfolgte 2005. Die Grundfläche beträgt 51,225 m2. Der E-Tower wurde von den Architektenbüro Aflalo & Gasperini Arquitetos konstruiert.